# Mary Mapes
Mary Alice Mapes (née le 9 mai 1956) est une journaliste et écrivaine américaine, ancienne productrice d'informations télévisées.
Elle est l'une des principales productrices de CBS News, notamment  du CBS Evening News et du programme 60 minutes, diffusés pendant les heures de grande audience. Elle est connue pour avoir dévoilé les tortures et des abus de prisonniers dans la prison d'Abu Ghraib, lui permettant de remporter un Peabody Award, ainsi que l'histoire de Essie Mae Washington, la fille biologique du sénateur Strom Thurmond. En 2005, elle est renvoyée de CBS pour son implication dans la controverse sur les documents Killian, dévoilant les états de service du Président George W. Bush.

## Enfance
Mapes est née le 9 mai 1956, dans l'État de Washington. Elle grandit avec ses quatre sœurs à Burlington, Washington, ses deux parents sont des Républicains. Après l'obtention de son diplôme de la  Burlington-Edison High School en 1974, Mapes étudie la communication et les sciences politiques à l'Université de Washington. Elle travaille ensuite dans la filiale de CBS, KIRO-TV à Seattle dans les années 1980. Devenue productrice, elle y rencontre son futur mari, le  journaliste de KIRO Mark Wrolstad. Ils se marient en 1987.

## CBS
En 1989, Mapes part travailler pour CBS News à Dallas, dans le Texas. Elle est embauchée par CBS en 1999 en tant que productrice, et assignée à Dan Rather et le programme de 60 Minutes mercredi.
À 60 Minutes mercredi, Mapes révèle l'histoire qui déclenche une enquête de l'armée américaine sur le scandale de la  prison d'Abou Ghraib, ainsi que l'histoire de Essie Mae Washington, la fille biologique et non reconnue de Strom Thurmond's. Elle reçoit un  Peabody Award en 2004 pour la première,,.

### La controverse sur les documents Killian
Mary Mapes produit une partie de l'émission 60 Minutes, mercredi, dans laquelle, documents à l'appui, sont critiqués les  états de services du Président George W. Bush. Ces documents sont déclarés provenir des fichiers du commandant de Bush, le Lieutenant-Colonel Jerry B Killian. Ces documents sont remis à CBS par Bill Burkett, ancien Lieutenant Colonel de la Garde Nationale de l'Armée du Texas. Au cours du débat, Dan Rather affirme que les documents ont été authentifiés par des experts, mais en fin de compte, CBS ne peut ni confirmer ni réfuter définitivement leur authenticité. Par ailleurs, CBS n'a pas de documents originaux, mais seulement des copies faxées envoyées par télécopieur, car Burkett prétend avoir brûlé les originaux.

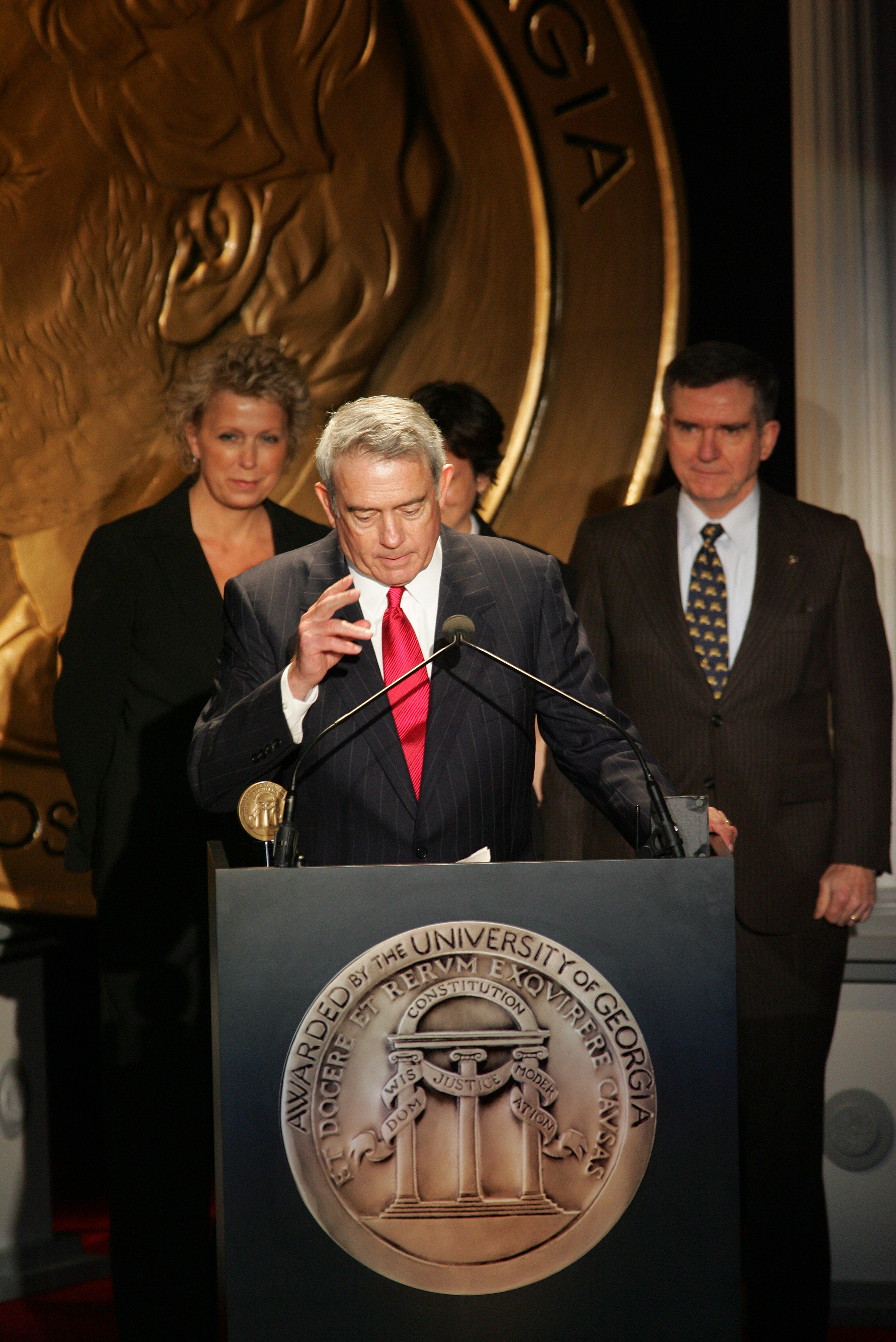
Mary Mapes, Dan Rather, et Roger G. Charles acceptent le Peabody Award en mai 2005

Le reportage de 60 Minutes dévoile que Bush, alors le fils d'un ambassadeur, membre du congrès et futur président, a reçu un traitement préférentiel en passant devant des centaines de postulant-e-s pour être enrôlé dans la garde nationale du Texas. Le lieutenant gouverneur du Texas d'alors, Ben Barnes dit avoir passé des coups de fil pour faire accepter Bush dans la garde.
Après sa diffusion le reportage fait l'objet de critiques, car un des documents clefs n'est pas authentifié. CBS lance une enquête interne indépendante. La commission d'enquête comprend Dick Thornburgh, ancien gouverneur de Pennsylvanie et procureur général des États-Unis, ainsi que Louis Boccardi, ancien président et CEO de l'Associated Press (agence de presse mondiale). Le rapport d'enquête indique que des collègues et instructeurs de Bush ont dit à Mapes qu'il souhaitait aller au Vietnam, mais qu'il ne pouvait pas car d'autres étaient prioritaires en raison de leur séniorité. Mapes est critiquée pour n'avoir pas fait état de ces témoignages dans le reportage en balance de l'affirmation selon laquelle Bush s'était enrôlé dans la garde pour éviter d'être envoyé au Vietnam. Mapes est aussi critiquée pour avoir appelé Joe Lockhart, un des responsables de la campagne de  John Kerry, avant la diffusion du reportage, afin de mettre sa source Bill Burkett en contact avec lui. Mapes affirme que  Burkett lui a demandé de donner son numéro de téléphone à quelqu'un du camp de Kerry pour discuter de la campagne du Swift Boat, et qu'elle a demandé la permission de le faire. Elle a par la suite affirmé que sinon elle ne l'aurait pas fait. Lockhart et Burkett indiquent à ce sujet que leur conversation n'avait rien à voir avec CBS ou les documents incriminés, mais concernaient uniquement la campagne du Swift Boat, un groupe de vétérans de la guerre du Vietnam constitué pendant la campagne présidentielle de 2004 pour critiquer les états de services de John Kerry au Vietnam.
Après l'enquête, Mapes, ainsi que 15 autres personnes, sont accusées d'erreur de jugement. Mapes est licenciée après 15 années de services à CBS après ce scandale .

Bien que la commission d'enquête n'établisse pas la falsification des documents, elle indique qu'il reste des "questions substantielles" en ce qui concerne leur authentification,. Selon la commission, un "zèle de myope" pour produire le premier reportage inédit sur la question des états de service du président
"est un facteur clef pour expliquer pourquoi CBS News  a produit un reportage qui n'était ni juste ni précis et qui ne correspond pas aux standards internes de l'organisation" 
La commission affirme que quatre facteurs ont contribué à la décision de diffuser le reportage:
"La combinaison d'une nouvelle équipe de 60 minutes mercredi, une grande déférence accordée à une productrice respectée et le nouvel ancrage de la chaîne, la pression de la compétition ainsi qu'une foi zélée dans la véracité du segment de reportage".
La commission indique qu'elle « ne peut conclure qu'un agenda politique ait conduit à la diffusion ou au timing de la diffusion du reportage ou de son contenu ». Mapes est renvoyée par CBS en janvier 2005. CBS demande également à la vice-présidente Betsy West, qui supervise les programmes de grande audience de CBS, et au producteur exécutif de 60 Minutes Josh Howard de démissionner. Mary Murphy, l'adjointe de Howard doit aussi démissionner.
Mapes affirme que ses actions ne sont pas exemptes d'erreurs, mais s'en tient à sa version des faits,. Elle affirme que l'authenticité des documents est corroborée par une source non nommée et que les journalistes doivent souvent s'appuyer sur des documents photocopiés pour vérifier la véracité d'une histoire.  De plus, Burkett admet avoir menti à Mapes et à l'équipe de 60 Minutes en ce qui concerne la source des documents.
Dans un entretien avec The Washington Post, Mapes dit que Karl Rove était une source d'inspiration pour les critiques du reportage. Rove déclare en effet que le travail de Mapes  "est un cadeau qui continue de donner", grâce aux fondements biaisés de l'histoire et l'avantage donné au  Président Bush pendant sa campagne de réélection. Certains démocrates critiques de Bush, comme Terry McAuliffe et Maurice Hinchey, suggèrent que l'origine des mémos est à rechercher parmi les instigateurs de la campagne de Bush, avec l'objectif de discréditer les médias pour avoir dévoilé les états de service du Président, et ainsi de faire changer le thème de la campagne centré précédemment sur la guerre en Irak, en désignant la responsabilité probable de  Rove, Ralph E. Reed, Jr., and Roger Stone,,. Rove and Stone ont nié leur implication,.

## Le livre et le film
En 2005, le livre de Mapes intitulé Truth and Duty: The Press, the President, and the Privilege of Power est publié. Il est adapté au cinéma en 2015 dans le film Truth : Le Prix de la vérité, concernant la controverse des documents Killian, avec comme tête d'affiche Cate Blanchett dans le rôle de Mapes and Robert Redford dans celui de  Dan Rather.

## Carrière d'écrivaine
Après le scandale, Mapes commence une carrière d'écrivaine et de consultante, et contribue notamment au magazine The Nation en 2007 et 2008.
En mai 2016, Mapes écrit dans une édition de  D Magazine, l'histoire de la mise en examen menée par  Henry Wade en 1954 de Tommy Lee Walker.